# Terminal d'ordinador
|  | Per a altres significats, vegeu «emulador de terminal». |

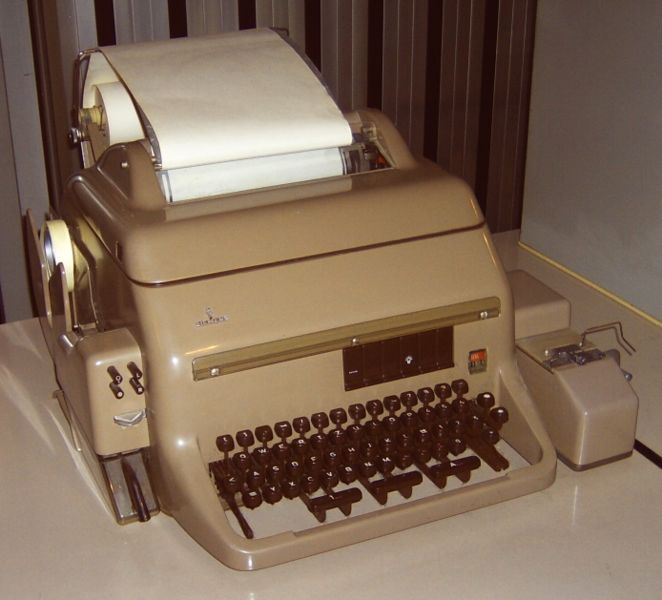
Teletip: es teclejava l'ordre en el teclat i s'imprimia la resposta en el paper (esquerra: perforador de cinta, dreta:lector).

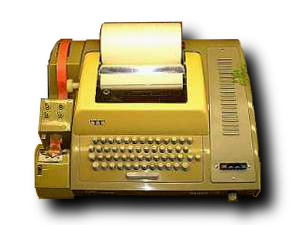
Un terminal teleimpresor ASR-33. Per a més rapidesa es podien introduir les dades mitjançant de cintes perforades (a l'esquerra, el lector i perforador de cintes.

Un  terminal d'ordinador , conegut també com a  consola  és un dispositiu electrònic o electromecànic de maquinari, usat per a introduir o mostrar dades d'un ordinador o d'un sistema de computació.
Els terminals típicament es comuniquen amb l'ordinador mitjançant un port sèrie, sovint emprant una interfície sèrie RS-232. Els sistemes d'IBM es comunicaven per un cable coaxial usant el protocol Systems Network Architecture (SNA) d'IBM.
Cal no confondre'l amb el seu homònim virtual o  shell  (en anglès "petxina", referint-se a la carcassa que conté un intèrpret d'ordres) programat per emular unes especificacions de terminal estàndard (VT52, VT100, VIP, 3270...)
Comparats amb les targetes perforades o les cintes de paper, els primers terminals eren dispositius barats encara que molt lents per a l'entrada de dades, però, a mesura que la tecnologia va millorar i que es van introduir les pantalles de vídeo, els terminals van erradicar de la indústria a aquestes velles formes d'interacció. Un desenvolupament relacionat van ser els sistemes de temps compartit, que es van desenvolupar en paral·lel i compensar qualsevol ineficàcia en l'habilitat de mecanografiat de l'usuari amb la capacitat de suportar a múltiples usuaris connectats a la mateixa màquina, cadascun d'ells amb el seu propi terminal.
La funció d'un terminal està limitada a introduir o mostrar dades, un dispositiu amb una significativa capacitat local programable de processament de dades pot ser anomenat un "terminal intel·ligent" o client pesat. Un terminal que depèn de l'ordinador hoste per a la seva capacitat de processament és anomenat client lleuger. Un ordinador personal pot córrer un programari que emuli la funció d'un terminal, permetent de vegades l'ús concurrent de programes locals i l'accés a un sistema "hoste remot".

## Història

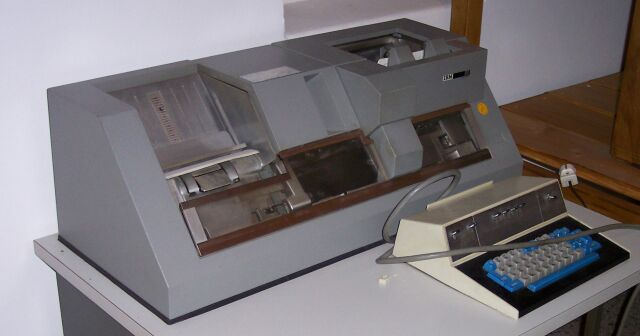
Màquina perforadora de targetes IBM. El programador havia de perforar cada línia del seu programa en una targeta i lliurar el feix de targetes a l'administrador de l'ordinador, que s'encarregava d'introduir-les al lector del sistema amb els paquets de targetes (jobs) dels altres usuaris.

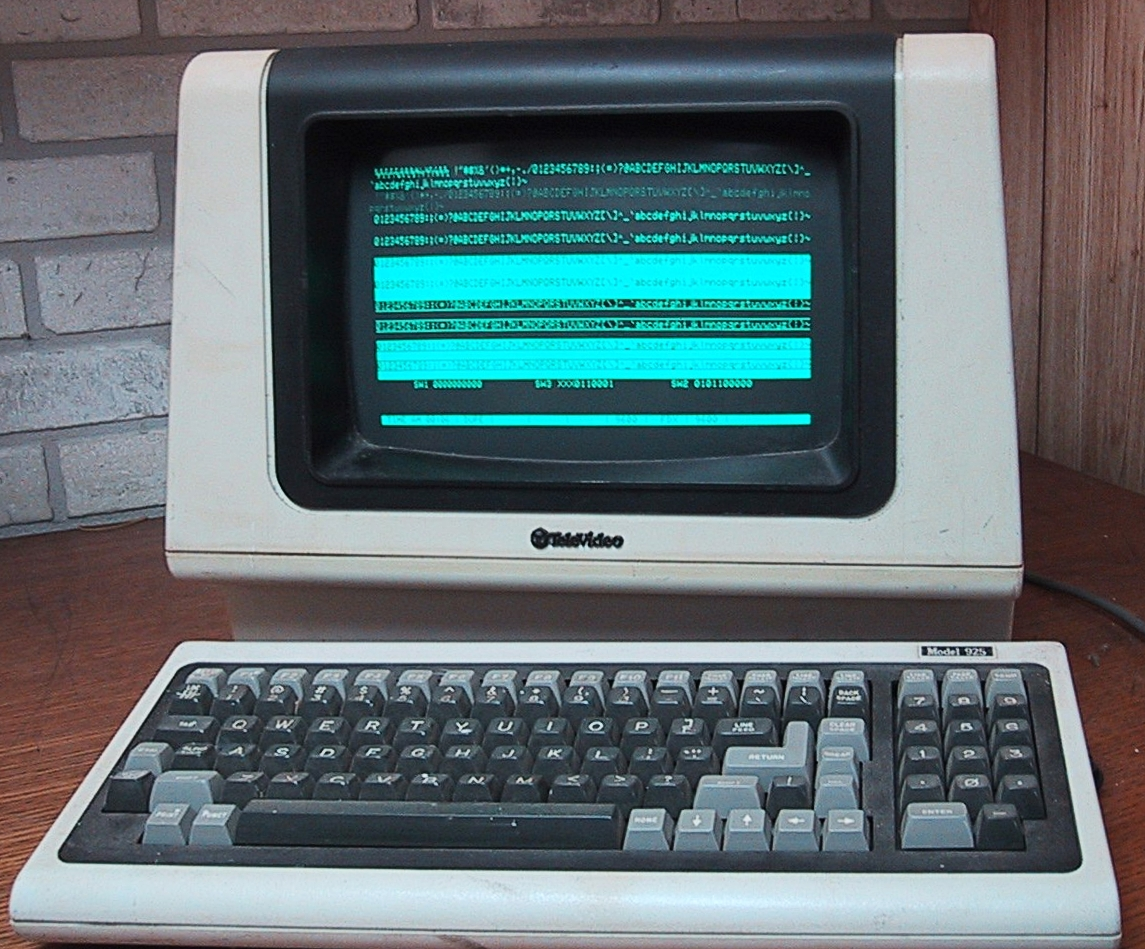
Un terminal de Televideo mode caràcter ASCII, amb microprocessador, manufacturat al voltant 1982.

Els primers terminals d'usuari connectats als ordinadors van ser les teleimpresoras electromecàniques (TTY), com el model 33 Teletype, usat originalment per a la telegrafia o el Friden Flexowriter. Posteriorment van ser desenvolupats terminals d'impressió com el DECwriter. No obstant això els terminals d'impressió estaven limitats per la velocitat a la qual podia ser imprès el paper, i el registre en paper era innecessari per a l'ús interactiu.
Al començament de la dècada del 1970, molts en la indústria de la computació es van adonar que un econòmic terminal d'entrada de dades amb una pantalla de vídeo podria suplantar les ubiqües targetes perforades i permetre nous usos més interactius per als ordinadors. El problema era que la quantitat de memòria d'accés aleatori (RAM) necessària per emmagatzemar la informació en una pàgina de text era comparable a la memòria central dels miniordinadors de baix nivell en ús en aquells temps. També era un desafiament l'exhibició de la informació a les velocitats de vídeo i la lògica de control necessària ocupava l'espai d'un prestatge (rack) ple amb components de l'electrònica prèvia als circuits integrats (eren circuits discrets transistoritzats). Una companyia va anunciar els plans per construir un terminal de vídeo per $ 15.000 i va atreure una quantitat de gran, però es va plegar quan els plans dels seus enginyers, que incloïen fabricar els seus propis IC, i se'n van fer poques sèries. Un altre aproximacióva implicar l'ús del tub d'emmagatzematge, un tub de raigs catòdics (CRT) especialitzat, desenvolupat per Tektronix, que retenia la informació escrita en ell sense la necessitat de refrescar-la.
Les primeres pantalles de vídeo d'ordinador de vegades van ser anomenades "glass tty's" i empraven portes lògiques individuals, sense CPU. Una de les motivacions per al desenvolupament del microprocessador era el poder simplificar i reduir l'electrònica requerida en un terminal (vegeu Datapoint 2200). La majoria dels terminals eren connectats als mainframes i sovint tenien una pantalla de fósfor verd o ambre.
Posteriorment, van ser introduïts els anomenats terminals "intel·ligents", com el VT52 i el VT100 fets per la DEC, que encara són àmpliament emulats en programari. Aquests van ser anomenats "intel·ligents" perquè tenien la capacitat d'interpretar seqüències d'escapament per posar el cursor en una posició determinada i per controlar la pantalla. Alguns notables tipus de terminals, diferents del VT100, inclouen a l'IBM 3270, diversos models de Wyse (el model Wyse 60 va ser un venedor estrella, i molts encara estan funcionant), i el Tektronix 4014.
A finals de la dècada del 1970 ia principis de la dècada del 1980, havia dotzenes de fabricants de terminals, incloent DEC, Wyse, Televideo, Hewlett Packard, IBM, Lear- Siegler i Heatkit, molts dels quals tenien seqüències d'ordres incompatibles.
Mentre que les primeres IBM PC només tenien pantalles de color verd, aquestes pantalles no eren terminals. La pantalla d'un PC no contenia cap maquinari de generació de caràcters; tots els senyals i format de vídeo eren generats per la targeta d'exhibició vídeo en el PC. No obstant això, amb un convenient programari de terminal, els PC podien emular un terminal, en ser connectades amb un ordinador central. Eventualment, els ordinadors personals, basats en microprocessador, van reduir granment la demanda de mercat per als terminals. Avui, la majoria dels clients de telnet dels PC proporcionen l'emulació del terminal més comú, el DEC VT100.

## Terminals de text

Un típic terminal de text accepta l'entrada i mostra la sortida i els missatges d'error.

Un  terminal de text , o sovint només  terminal  (de vegades  consola de text ) és un terminal amb una interfície serial per comunicar-se amb un ordinador, un teclat per a entrada de dades i una pantalla per exhibició d'únicament caràcters alfanumèrics (sense gràfics). La informació és presentada com un arranjament de caràcters preseleccionats. Quan aquests dispositius fan servir una pantalla de vídeo com un tub de raigs catòdics, són anomenats "unitat de presentació visual" (UDV) o "terminal d'exhibició vídeo" (VDT).
Originalment, els terminals del text eren  terminals d'ordinador  electròniques connectats amb els ordinadors per un port sèrie, però els ordinadors posteriors tenen cònsoles de sistema incorporades, i programes emuladors de terminals que treballen en un ambient d'escriptori gràfic. Les exhibicions gràfiques no han erradicat al terminal de text, ja que és convenient per als programadors d'ordinadors i són apropiats per a la interfície de línia d'ordres i les interfícies de text d'usuari. La majoria dels llenguatges de programació suporten els fluxos estàndard per al text de l'entrada i d'impressió, i és simple connectar els fluxos amb un terminal de text.

## Terminal passiu
El significat específic del terme  terminal passiu  pot variar depenent del context en el qual és usat.
En el context dels terminals tradicionals d'ordinador que es comuniquen d'una connexió serial RS-232, els terminals no-intel·ligents només poden interpretar un nombre molt limitat de codis de control (CR, LF, etc.) però no tenen la capacitat de processar les seqüències d'escapament especials que realitzen funcions com esborrar una línia, esborrar la pantalla, controlar la posició del cursor, els colors del text, etc. En aquest context els terminals no-intel·ligents de vegades són anomenats com teletips de vidre, perquè essencialment tenen la mateixa funcionalitat limitada que la d'un teletip mecànic. Aquest tipus de terminal passiu encara és suportat en sistemes moderns tipus Unix ajustant la variable d'entorn TERM al valor dump. Els terminals llestos o intel·ligents són els que també tenen la capacitat de processar seqüències d'escapament, en particular les dels terminals VT52, VT100 o les seqüències d'escapament ANSI.
En el context més ampli que inclou totes les formes de dispositius de comunicació d'ordinador de teclat/pantalla, inclòs els ordinadors personals, estacions de treball sense disc, ordinadors de xarxa, clients lleugers, i terminals X, el terme terminal passiu és de vegades usat per referir-se a qualsevol tipus de terminal tradicional, que es comuniqui amb una connexió RS-232, i que no processi dades ni executi programes d'usuari localment.
El terme terminal passiu de vegades també es refereix als terminals d'ordinador públics que estan limitats a les capacitats de només text monocromàtic, o als terminals que transmeten cada caràcter a mesura que és mecanografiat en comptes d'esperar fins que sigui demanat per un ordinador hoste.

## Terminals gràfics
Un  terminal gràfic  pot exhibir imatges tan bé com a text. Els terminals gràfics són dividits en terminals mode de vector, i mode de trama (rasteritzat).
Una exhibició de mode vectorial dibuixa directament línies en la superfície d'un tub de raigs catòdics sota el control del sistema d'ordinador hoste. Les línies són formades contínuament, però ja que la velocitat de l'electrònica és limitada, el nombre de línies concurrents que poden ser exhibides a un temps és limitat. Les exhibicions de la mode vectorial van ser històricament importants però no són usades ja. Pràcticament totes les representacions gràfiques modernes són de mode rasteritzat, descendint de les tècniques d'exploració del quadre usades per a la televisió, en la qual els elements visuals són un arranjament rectangular de píxels. Com que la imatge de trama és només perceptible a l'ull humà com un tot per un molt breu període, la trama ha de ser refrescada moltes vegades per segon per donar l'aspecte d'una exhibició persistent. Les demandes electròniques de refrescar la memòria d'exhibició significar que els terminals gràfics fossin desenvolupats molt més posteriorment que els terminals de text, i inicialment van costar molt més.
Avui, la majoria dels terminals són gràfics, és a dir, poden mostrar imatges a la pantalla. El terme modern per al terminal gràfic és "client lleuger". Típicament, un client lleuger utilitza un protocol com el RDP per a Microsoft Windows o l'X11 per als terminals Unix. L'amplada de banda necessària depèn del protocol usat, de la resolució, i de la profunditat del color.
Els terminals gràfics moderns permeten l'exhibició d'imatges en color, i de text en diverses grandàries, colors, i fonts (tipografies).